# Langtang Ri
Der Langtang Ri (in deutschsprachigen Texten auch Langthang Ri geschrieben) befindet sich im Langtang Himal, einem Gebirgsmassiv im Zentral-Himalaya nördlich des Flusstals des Langtang Khola in der nepalesischen Verwaltungszone Bagmati.
Der 7205 m hohe Berg liegt im äußersten Nordosten des Langtang-Nationalparks an der Grenze zur Volksrepublik China. Der Achttausender Shishapangma liegt 10,2 km ostsüdöstlich des Langtang Ri. An seiner Nordostflanke liegt ein Tributärgletscher des Phurephu-Gletschers. Der Langtang Ri gilt als der 106. höchste Berg der Erde.

## Besteigungsgeschichte
Die Erstbesteigung gelang einer japanischen Expedition (Noboru Yamada, Makihiro Wakao und Soichi Nasu sowie Ang Rinji Sherpa) am 10. Oktober 1981.